# Mycena sanguinolenta
Mycena sanguinolenta es una especie de hongo de la familia Mycenaceae.Es una especie ampliamente distribuida y común, y se ha encontrado en América del Norte, Europa, Australia y Asia.

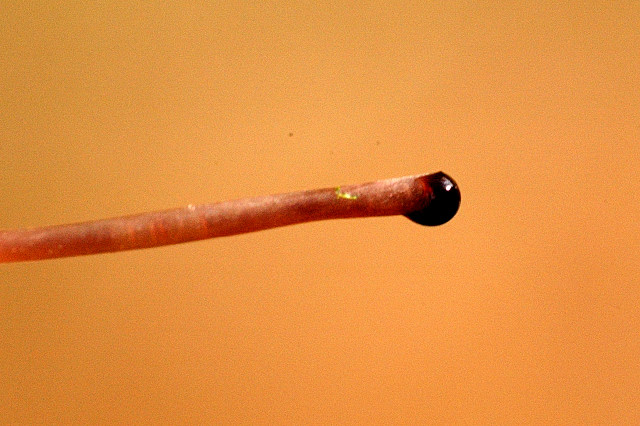
Tallo cortado y savia color rojo púrpura

La forma del sombrero es de forma cónica y parece una campana, llegan a medir 1,5 centímetros de diámetro. Sus tallos son delgados y miden hasta 6 cm de alto.
Cuando se corta un tallo de la seta, este contiene una savia color rojo púrpura y da la sensación de que sangrara.
La especie Mycena haematopus es similar, pero es más grande que M. sanguinolenta y crece sobre la madera en descomposición, por lo general en grupos.
Mycena sanguinolenta contiene pigmentos alcaloides, que son exclusivos de la especie, puede producir un compuesto antifúngico y es bioluminiscente. La comestibilidad de estas setas no se ha determinado.
Históricamente fueron llamados con el nombre de Agaricus  sanguinolentus por Johannes Baptista von Albertini, la especie fue transferida al género Mycena en 1871 por el alemán Paul Kummer.